# Helmut Förnbacher
Helmut Förnbacher (* 26. Januar 1936 in Basel) ist ein Schweizer Schauspieler, Regisseur, Drehbuchautor und Theaterdirektor.

## Leben
Helmut Förnbacher, Sohn von Martha Förnbacher, geborene Gysin, und ihrem Ehemann Erich Förnbacher, besuchte in Basel ein Realgymnasium und eine Handelsschule, die er mit dem Diplom abschloss. Bevor er 1955 sein Debüt am Theater gab, nahm er Unterricht am Max-Reinhardt-Seminar in Wien. Er verliess die Schauspielschule jedoch vorzeitig, weil er seine Engagements an der Komödie Basel und am Schauspielhaus Zürich antrat. Im Alter von 23 Jahren führte er an der Komödie Basel in Sartres Die ehrbare Dirne erstmals Regie.
Mit einer Hauptrolle in SOS – Gletscherpilot (Regie Victor Vicas) lieferte Förnbacher 1958 seinen Filmeinstand. Seine wohl bedeutendste Filmrolle übernahm er 1966 in Peter Schamonis Schonzeit für Füchse als von gesellschaftlichen Missständen angewiderter Journalist. 1968 schrieb, inszenierte und produzierte er den Gangsterfilm Sommersprossen, doch in der Folge arbeitete er hauptsächlich für das Fernsehen und das Theater. Für  den Kurzfilm Fiesta, bei dem er Regie, Buch und Produktion übernahm, erhielt er den Preis der deutschen Filmtheater. Er war Hauptdarsteller in den Fernsehserien Frei nach Mark Twain und Rabe, Pilz & dreizehn Stühle. In späteren Jahren betätigte er sich zunehmend als Fernsehregisseur und inszenierte unter anderem mehrere Tatort-Folgen.
Förnbacher wirkte als Schauspieler und Regisseur an vielen Bühnen im deutschsprachigen Raum (unter anderem in Basel, Berlin, Hamburg, Bern, München, Köln, Zürich, Aachen, Frankfurt am Main, Mainz und Schleswig) und übernahm 1974 die Direktion des Theaters «Vis à vis» in Basel und 1975 die Leitung des Studios für Musik und Theater und des Opernstudios der Musik-Akademie der Stadt Basel.
Seit 1980 leitet er seine eigene Theatergruppe, die «Helmut Förnbacher Theater Company», die am Basler Badischen Bahnhof residiert. Er war zudem Handballer (als Junior der schweizerischen Nationalmannschaft). Helmut Förnbacher ist seit 1975 mit der Schauspielerin Kristina Nel verheiratet und lebt in Muttenz.

## Filmografie
- 1956: Die erste Frau Selby (Fernsehfilm)
- 1957: Zwei oder drei Ehen (Fernsehfilm)
- 1957: Pygmalion (Fernsehfilm)
- 1958: SOS – Gletscherpilot (amerik. Titel "The Lost Ones")
- 1959: Die Räuber (Fernsehfilm)
- 1959: Der Winterschläfer (Fernsehfilm)
- 1959: Hinter den sieben Gleisen
- 1960: Der Schlagbaum (Fernsehfilm)
- 1960: Die Perle (Fernsehfilm)
- 1960: Rosalinde (Fernsehfilm)
- 1960: Am grünen Strand der Spree – 1. Teil: Das Tagebuch des Jürgen Wilms
- 1960: Lampenfieber
- 1961: Rosen auf Pump (auch Co-Drehbuch)
- 1961: Der Zinnkrug (Fernsehfilm)
- 1961: Martin und die grosse Welt (Fernsehfilm)
- 1962: Mariana Pineda (Fernsehfilm)
- 1962: Süden (Fernsehfilm)
- 1962: Ich will meine Ruhe (Fernsehfilm)
- 1962: Das lange Weihnachtsmahl (Fernsehfilm)
- 1963: Der Wald (Fernsehfilm)
- 1963: Der Alexander - Die Verschwörung (Fernsehfilm)
- 1963: Der Fluggast (Fernsehfilm)
- 1963: Das Echo (Fernsehfilm)
- 1963: Das Bargespräch - unter dem Lampenschirm (Fernsehfilm)
- 1963: Reza der Todesbote (Fernsehfilm)
- 1963: Zur Rose und zur Krone (Fernsehfilm)
- 1963: Der Traum des Eroberers (Fernsehfilm)
- 1963: Das Glück läuft hinterher (Fernsehfilm)
- 1963: Das Ende vom Lied (Fernsehfilm)
- 1964: Romeo und Julia (Fernsehfilm)
- 1964: Sechs Personen suchen einen Autor (Fernsehfilm)
- 1964: Asmodée (Fernsehfilm)
- 1964: Ein Leutnant für Emmeline (Fernsehfilm)
- 1965: Schüsse aus dem Geigenkasten
- 1965: Schonzeit für Füchse
- 1965: Nun singen sie wieder (Fernsehspiel)
- 1965: Die Katze im Sack (zwei Teile) (Fernsehfilm)
- 1965: Wer weint um Juckenack (Fernsehfilm)
- 1965: Das Leben meines Bruders (Fernsehfilm)
- 1966: Der Forellenhof (Fernsehserie)
- 1966: Der Mörderclub von Brooklyn (Eine Jerry-Cotton-Verfilmung)
- 1966: Das Kriminalmuseum – Der Barockengel
- 1966: Ernest Barger ist sechzig (Fernsehfilm)
- 1966:Junggesellenabschied (Fernsehfilm)
- 1966: Immer bloss Fahrstuhl ist blöde (Fernsehfilm)
- 1966: Ein königliches Abenteuer (Fernsehfilm)
- 1967: St. Pauli zwischen Nacht und Morgen
- 1967: Bratkartoffeln inbegriffen
- 1967: Bürgerkrieg in Rußland (Fernseh-Fünfteiler)
- 1967: Die fünfte Kolonne – Ein Anruf aus der Zone
- 1967: Fliegender Sand (Fernsehfilm)
- 1967: Prager Legende (Fernsehfilm)
- 1967: Jagd auf eine Jacht (Fernsehfilm)
- 1967: Schleicher, der General der letzten Stunde (Fernsehfilm)
- 1968: Sommersprossen (auch Regie und Drehbuch)
- 1968: Feldwebel Schmid
- 1968: Inspektor Wanninger: Bankraub (Fernsehfilm)
- 1968: Kirschen für Rom (Fernsehfilm)
- 1969: Fiestas (Kurzfilm; Regie, Drehbuch, Produktion)
- 1969: Die Kuba-Krise 1962
- 1969: St. Pauli-Nachrichten – Thema Nr. 1
- 1969: Köpfchen in das Wasser, Schwänzchen in die Höh’ (auch Regie, Co-Produktion und Co-Drehbuch)
- 1969: Beichte für einen Mörder (6 Folgen) (Fernsehfilm)
- 1969: Marianne Lesser (Fernsehfilm)
- 1970: Heintje – Einmal wird die Sonne wieder scheinen
- 1970: Die seltsamen Methoden des Franz Josef Wanninger (Fernsehserie)
- 1970: Beiß mich Liebling! (Regie, Produktion, Co-Drehbuch)
- 1970: Vier gegen die Bank von England (Fernsehfilm)
- 1971: Frei nach Mark Twain (Fernsehserie)
- 1971: Antiquitäten (Fernsehfilm)
- 1971: Vidocq - im Namen des Gesetzes (Fernsehfilm)
- 1972: Rabe, Pilz und dreizehn Stühle (Fernsehserie)
- 1972: Suchen Sie Dr. Suk! (Fernsehserie; Regie)
- 1973: Eine Armee Gretchen
- 1973: Der Steppenwolf
- 1973: Zwischen den Flügen (Fernsehserie; Regie)
- 1973: Heino Jäger - ein Maler des Deutschen Reiches (Kurzfilm; Regie, Drehbuch, Produktion)
- 1973: Die Fälle des Herrn Constantin (Fernsehfilm)
- 1974: Der Monddiamant (TV-Mehrteiler)
- 1974: Eine ungeliebte Frau (Fernsehfilm)
- 1974: Strategen der Liebe (Fernsehfilm)
- 1974: Ende der Saison (Fernsehfilm)
- 1974: Im Sonnengrund (Fernsehserie)
- 1975: Parapsycho – Spektrum der Angst
- 1975: Ein Abend im Salon der Marie D'Agoult (Fernsehfilm)
- 1975: Mord an der Fernsehstrasse (Fernsehfilm)
- 1976: Die plötzliche Einsamkeit des Konrad Steiner
- 1976: Person Apers lebt in Gefühlsgemeinschaft (Fernsehfilm)
- 1977: Das Pseudonym (Fernsehfilm)
- 1978: Zeitgeister (Fernsehfilm)
- 1978: Ein Mann für alle Fälle (Fernsehserie)
- 1978: Rollende Steine moosen nicht (Fernsehfilm)
- 1979: Die Koblanks
- 1979: Harvey - Schachmatt (Fernsehfilm)
- 1979: Hitchcook erzählt (Fernsehfilm)
- 1979: Barfuss im Park (Fernsehfilm)
- 1979: IOB-Spezialauftrag: Flugnummer LH 010 (Fernsehserie)
- 1979: Die Provokation (Fernsehfilm)
- 1980: Drei Schlafzimmer (Fernsehfilm)
- 1980: Offenbachs Erzählungen (Fernsehfilm)
- 1980: Südsee-Geschichten (Fernsehserie)
- 1980: Immergrün (Fernsehfilm)
- 1981: Alberta und Alice - oder die Unterwerfung (Fernsehfilm)
- 1982: Herr Herr
- 1983: Wir sind nicht mehr davongekommen (Fernsehfilm)
- 1983: Die Viererbande (Fernsehfilm)
- 1983: Gleichung mit zwei Unbekannten (Fernsehfilm)
- 1983: Dichtung und Wahrheit (Fernsehfilm)
- 1983: Huldrych Zwingli - Reformator (Fernsehfilm)
- 1984: An allen Schuld (Fernsehfilm)
- 1985: Es muss nicht immer Mord sein: Der Kunstfehler (Fernsehserie)
- 1985: Gauner im Paradies (Fernsehfilm)
- 1985: Urlaub auf italienisch (Fernsehserie)
- 1986: Der Millionenfund (Fernsehfilm)
- 1986: Camus: Der Fall (Fernsehfilm)
- 1987: Lorenz und Söhne (Fernsehserie)
- 1987: Das Leben hört auf - das Leben beginnt (Fernsehfilm)
- 1987: Ein Fall für zwei: Lebenslänglich für einen Toten (Fernsehserie)
- 1988: Mein Butler und ich (Fernsehserie; 63 Folgen; Darsteller und Regie)
- 1989: Peter Strohm: Einsteins Tod (Fernsehserie)
- 1989: Berühmte Briefe: Wer hat die Lieb gerufen (Fernsehfilm)
- 1990: Auf der Suche nach Salome (Fernsehfilm)
- 1991: Tochter (Fernsehfilm)
- 1992: Ein besonderes Paar (Fernsehserie; Darsteller und Regie)
- 1993: Rosamunde Pilcher: Stürmische Begegnung (Regie und kleine Rolle)
- 1993: Weissblaue Geschichten (Fernsehserie; 4 Folgen, Darsteller und Regie)
- 1994: Ein unvergessliches Wochenende in Sevilla (Fernsehfilm; Buch und Regie)
- 1995: Unser Charly (Fernsehserie, 4 Folgen; Darsteller, Regie)
- 1995: Ein unvergessliches Wochenende in Canada (Fernsehfilm; Buch, Darsteller und Regie)
- 1996: Tatort: Tod auf Neuwerk (Darsteller und Regie)
- 1996: Alles wegen Robert de Niro (Darsteller und Regie)
- 1996: Die Männer vom K3: Eine saubere Stadt (Fernsehfilm; Darsteller, Buch und Regie)
- 1997–2002: Grossstadtrevier (Regie)
- 1998–2004: Heimatgeschichten (Regie)
- 1998: Tatort: Am Ende der Welt (Regie)
- 1998: Tatort: Arme Püppi (Buch und Regie)
- 1999: Tatort: Der Duft des Geldes (Regie)
- 2000: Tatort: Blaues Blut (Regie)
- 2000: Tatort: Der schwarze Skorpion (Regie)
- 2001: Polizeiruf 110: Seestück mit Mädchen (Fernsehfilm; Regie)
- 2001: Fertig lustig (Fernsehserie)
- 2002: Du bist mein Kind (Fernsehfilm; Co-Produktion und Regie)
- 2003: Mein Mann, mein Leben und du (Fernsehfilm; Regie)
- 2004: 1000 Mal berührt (Fernsehfilm; Darsteller und Regie)
- 2005: Der Weg zu Dir – Inga Lindström (Fernsehfilm; Regie)
- 2005: Im Himmel schreibt man Liebe anders (Fernsehfilm; Regie)
- 2006: Grounding – Die letzten Tage der Swissair
- 2006: König der Herzen (Fernsehfilm; Darsteller und Regie)
- 2007: Liebe und Wahn (Fernsehfilm)
- 2007: Kein Kraut für die Liebe (Fernsehfilm; Regie)
- 2007: Die Vier vom Revier (Fernsehfilm; Regie)
- 2008: Tag und Nacht (Fernseh-Soap, 1 Folge)
- 2014: Akte Grüninger
- 2015: Ewige Jugend
- 2017: The Story of L'Homme Cirque (Kurzfilm)